# Castelo de Mogadouro
O Castelo de Mogadouro, em Trás-os-Montes, localiza-se na freguesia de Mogadouro, Valverde, Vale de Porco e Vilar de Rei, na vila e município de Mogadouro, no distrito de Bragança, em Portugal.
Na vertente norte da serra de Mogadouro, a antiga vila e seu castelo constituíram, nos alvores da nacionalidade, um importante ponto estratégico sobre a linha lindeira. Comenda da Ordem dos Templários, posteriormente sucedida pela Ordem de Cristo, atualmente inclui-se na Área Turístico-Promocional das Montanhas.
O castelo foi classificado como Monumento Nacional por Decreto publicado em 2 de Janeiro de 1945.

## História

### Antecedentes
A primitiva ocupação de seu sítio remonta a um castro pré-histórico, que se acredita posteriormente romanizado. A região apresenta ainda vestígios da ocupação dos Visigodos, sucedidos, a partir do século VIII pelos Muçulmanos, que, na opinião de alguns estudiosos, lhe legaram a toponímia. Por aqui passava então uma via secundária, cruzando a região de Norte a Sul, ligando-a à atual Astorga (a chamada Estrada Mourisca).

### O castelo medieval
A época da Reconquista cristã da Península Ibérica, e desde a fundação da nacionalidade portuguesa, a região de Miranda do Douro foi palco de numerosas batalhas, vindo os castelos de Mogadouro e Penas Róias, juntamente com os de Algoso, Miranda do Douro, Outeiro de Miranda e Vimioso a integrar a primeira linha de defesa do Nordeste de Portugal, controlando a antiga Estrada Mourisca.
A constituição do reino de Portugal havia determinado a defesa ativa da capital, Coimbra. Para essa tarefa, D. Afonso Henriques (1112-1185) recorreu aos cavaleiros da Ordem dos Templários, a quem incumbiu da proteção dos acessos a Sul e a Leste do rio Mondego. Para esse fim, em 1145, a Ordem recebeu os domínios de várias localidades transmontanas, como Mogadouro e Penas Róias. Anos depois, o seu património fundiário estendeu-se à Beira Baixa, com a doação de Idanha-a-Velha e Monsanto.
O Castelo de Mogadouro foi erguido neste contexto, de 1160 a 1165. Visando incrementar o povoamento e defesa da região, o rei D. Afonso III (1248-1279) passou Carta de Foral à vila (27 de Dezembro de 1272), título confirmado no ano seguinte (Santarém, 18 de Dezembro de 1273), ampliado com algumas disposições e então comum a Penas Róias.
São Mamede de Mogadouro constituía-se numa comenda dos Templários e, nessa época, foi elevada à categoria de priorado da Ordem. Em 1311, diante da extinção da Ordem, os seus domínios (e esta comenda) passaram para a Ordem de Cristo.
Acredita-se que tenha sido objeto de reparos no reinado de D. João II (1481-1495), que o pode ter conhecido de passagem, no Outono de 1483, em trânsito de Lamego a Vila Real e Bragança, recolhendo ao Porto após ter visitado alguns outros lugares de Trás-os-Montes, como registrado por Rui de Pina e por Resende; sendo assim, o Castelo de Mogadouro não deixaria de ser um daqueles cujo reparo o mesmo monarca fez anos depois encomendado a Cristóvão de Baião, cavaleiro da Casa Real.
A vila e seu castelo encontram-se figurados por Duarte de Armas (Livro das Fortalezas, c. 1509), quando se encontrava bem conservado. Data desse período, em 1512, o Foral Novo, concedido por D. Manuel (1495-1521), sendo alcaides-mores a Casa Távora, que desde o século XV fizeram edificar um soberbo palácio, vindo a assumir importante papel na defesa de Trás-os-Montes ao final do século XVII, durante a Guerra da Restauração de independência portuguesa.
Na segunda metade do século XVIII, diante do trágico destino dos Távoras, que eram os seus senhores e alcaides, e com a perda da função defensiva, o castelo foi progressivamente abandonado, caindo em ruínas.

### Do século XX aos nossos dias
A intervenção do poder público fez-se sentir a partir de 1950, pela ação da DGEMN, na consolidação e reparos da torre de menagem e dos restos das muralhas, além de diversos serviços de limpeza, restauração, reconstrução, conservação e beneficiação. Em nossos dias, um ataque de vandalismo acarretou a destruição do corrimão de acesso à torre, sua porta, e material arqueológico em exposição em seu interior.

## Características
Exemplo característico da arquitectura militar medieval, em xisto argamassado com barro, conservam-se dois panos de muralha, ligando um deles a torre de menagem a um cubelo.
A torre apresenta planta quadrangular, em aparelho incertum. Vizinha a esta, uma outra torre de construção mais recente, também de planta quadrada, a torre do relógio,  ergue-se apresentando cantaria nos vértices e aparelho incertum a meio. No alçado Sul está gravado um relógio de Sol. É dividida internamente em três pavimentos, o último preparado para receber sinos, rematado em pirâmide. É encimada, nos vértices, por quatro pináculos de granito.
Um pouco mais abaixo vêm-se os restos da cintura de muralhas da vila.